# Byle do przodu
Byle do przodu (ang. Still Standing, 2002–2006) – amerykański serial komediowy nadawany przez stację CBS od 30 września 2002 do 8 marca 2006 roku. W Polsce nadawany przez telewizję Comedy Central Family.

## Opis fabuły
Serial opowiada o perypetiach rodziny Millerów – Billa (Mark Addy) i Judy (Jami Gertz) oraz pozostałych członków rodziny, nastoletniej córki Lauren (Renee Olstead), syna Briana (Taylor Ball) oraz najmłodszej córki - Tiny (Soleil Borda).

## Obsada
- Mark Addy jako Bill Miller
- Jami Gertz jako Judy Miller
- Taylor Ball jako Brian Hops Miller
- Renee Olstead jako Lauren Barley Miller
- Soleil Borda jako Tina Kathleen Miller
- Jennifer Irwin jako Linda Michaels
- Joel Murray jako Daniel "Fitz" Fitzsimmons